# Tony Spinner
Pour les articles homonymes, voir Spinner.
Tony Spinner, né le 9 juin 1963, est un guitariste et chanteur américain. Son jeu mêle des influences rock et blues.

## Biographie
Il se passionne pour la musique et en particulier pour le blues des années 1950 dès son plus jeune âge : dès ses huit ans il commence le piano et la guitare. Il se passionne également pour le saxophone. Durant son adolescence, il se perfectionne à la guitare, en reprenant des morceaux d'artistes tels que Jimi Hendrix.
Dans les années 1980, avec l'aide d'un ami de lycée, il forme son premier groupe de jazz. Les influences musicales de la bande sont alors des artistes comme Rory Gallagher, Robin Trower, Chuck Berry.
Il rencontre Kim Edens, intègre son groupe en tant que guitariste et fait la connaissance de Sonny Hunt. Il sort son premier album studio en 1993, Saturn Blues, avant d'enregistrer en 1995 et 1996 deux autres disques intitulés My 64 et Crosstown Sessions.
En 1999, Tony Spinner rencontre le groupe de rock californien Toto et joue sur son deuxième album live Live in Amsterdam. Il sera également présent sur le troisième album live Falling in Between Live. Il reste guitariste et chanteur additionnel du groupe durant les tournées jusqu'en 2008.

## Discographie solo
- 1993 : Saturn Blues
- 1995 : My 64
- 1996 : Crosstown Sessions
- 2009 : Rollin' and Tumblin'
- 2011 : Down Home Mojo'

## Discographie avec Toto
- 1999 Livefields
- 2003 Live in Amsterdam
- 2006 Falling in Between Live

## Sources
- Site officiel de Tony Spinner